# Romuald Dubový
Romuald Dubový (7. února 1856 Šumvald — 22. srpna 1896 Unčovice) byl český advokát, básník a překladatel, představitel české menšiny ve Slezsku.
V mládí psal milostné básně pod pseudonymem Romuald Rakovec. Později se věnoval překladům jihoslovanské a ukrajinské poezie do češtiny a jako novinář působil v česky psaném Opavském týdenníku. Jeho celoživotním zájmem bylo dobrovolné hasičství. Napsal a vydal odbornou knihu "Poučení pro sbory hasičské".

## Život a dílo
Narodil se roku 1856 v Šumvaldu do selské rodiny Filipu a Marianě Dubovým. Po studiích na Slovanském gymnáziu v Olomouci, kde maturoval v roce 1876, pokračoval ve studiu práv na Univerzitě Karlově v Praze. Po promoci v roce 1879 a krátké praxi u Zemského soudu nastoupil do české advokátní kanceláře JUDr. Františka Stratila v Opavě jako koncipient, posléze se stal samostatným obhájcem.
Zapojil se do veřejného a politického života mnoha národních spolků: byl starostou opavského Sokola, jednatelem Pěveckého kroužku Křížkovský v Opavě, jednatelem Hospodářské a politické jednoty Opavské, pokladníkem Matice Opavské, roku 1882 redaktorem Opavského týdeníku (dočasně místo vězněného Jana Zacpala) atd.
Spolu s učitelem Rudolfem Gudrichem zakládal sbory dobrovolných hasičů a roku 1889 se stal prvním starostou Župní hasičské jednoty ve Slezsku, roku 1894 pak náměstkem starosty Moravsko-Slezské zemské hasičské jednoty.
Oženil se s Eleonorou Stratilovou z Unčovic (sestřenicí Františka Stratila), s níž měl čtyři děti – syny Přemysla a Slavatu, dcery Drahomíru a Svatavu. "Již jména dětí svědčí o tom, jaký slovanský duch vládl v rodině", psal v nekrologu Věstník Matice Opavské.
Ve věku pouhých 40 let podlehl Romuald Dubový tuberkulóze. Pohřben byl "za nevídaného účastenství", jak uváděl dobový tisk, na hřbitově v Nákle.